# 楠温泉
楠温泉（くすのきおんせん）は、かつて大分県別府市の中浜筋にあった共同温泉である。楠湯、養寿泉とも呼ばれ、別府温泉にある共同温泉の中でも長い歴史を持つ古湯であった。泉質は炭酸水素塩泉。
鎌倉時代中期、大友頼泰がこの楠温泉の管理に温泉奉行を置いて入浴したとされ、元寇の戦傷者が保養に来たという伝説が残っている。また、幕末の混乱期、長州藩内の対立から出奔した井上馨が、当時江戸幕府の天領であった別府の若松屋旅館の離れの2階に身分を隠してしばらく潜伏していた際、療養目的で楠温泉に通っていた。この離れは1933年（昭和8年）に記念碑が建立され、1982年（昭和57年）に別府市公会堂前（駐車場の北東の隅）に移築されて「史跡 千辛萬苦之場」として保存されている。
1964年（昭和39年）には、楠温泉に加えて、店舗、賃貸アパート、集会所等が入居する鉄筋コンクリート構造4階建ての楠会館が完成。
近年は敷地に共同住宅が建てられ、その地下にある共同温泉は地域住民の生活の場としての利用が主であった。別府八湯温泉道にも参画していたが、老朽化のため2005年（平成17年）に閉鎖され、建物も壊され更地になった。跡地には2011年（平成23年）にポケットパークが整備されている。